# Canton de Tourteron
Le canton de Tourteron est une ancienne division administrative française située dans le département des Ardennes et la région Champagne-Ardenne.

## Géographie
Ce canton était organisé autour de Tourteron dans l'arrondissement de Vouziers. Son altitude moyenne était de 152 m.

## Représentation

### conseillers généraux
| Période         | Période                | Identité                          | Étiquette               | Qualité |
| --------------- | ---------------------- | --------------------------------- | ----------------------- | --- |
| 1833            | 1852                   | Charles Gédéon Habert de Romance  |                         | Notaire, maire d'Ecordal                                                                                        |
| 1852            | 1856                   | Gaspard François Spalar           |                         | Maire de Tourteron                                                                                              |
| 1856            | 1870                   | François Adolphe Thomas           |                         | Maire de Tourteron                                                                                              |
| 1871            | 1889 (démission)       | Léon Larmoyer (1826-1891)         | Républicain             | Juge de paix à Attigny, négociant à Tourteron                                                                   |
| 1889            | 1889 (décès)           | Jean Vaucher (1843-1889)          | Républicain             | Notaire à Tourteron                                                                                             |
| 1889            | 1891 (décès)           | Léon Larmoyer                     | Républicain             | Négociant à Tourteron                                                                                           |
| 1891            | 1896 (démission)       | Aristide Gobert                   | Républicain             | Propriétaire à Saint-Loup-Terrier                                                                               |
| 1896            | 1903 (décès)           | Honoré-Arsène Mabille             | Républicain             | Notaire à Tourteron, suppléant du juge de paix                                                                  |
| 1903            | 1905 (démission)       | Arthur Martin                     |                         | Géomètre-expert, Écordal                                                                                        |
| 1905            | 1905 (décès)           | Ernest Vézy de Beaufort           | Libéral                 | Propriétaire du château de Louvergny à Montgon                                                                  |
| 1905            | 1919                   | Georges Dorémus                   | Républicain             | Notaire et juge de paix à Tourteron                                                                             |
| 1919            | 5 octobre 1936 (décès) | Cyrille Meunier                   | Rad puis RG             | Instituteur puis directeur d'école publique Maire de Lametz (1904-1936)                                         |
| 8 novembre 1936 | mai 1938 (décès)       | Albert Gillet                     | Rad                     | Cultivateur, maire de Guincourt, Conseiller d'arrondissement                                                    |
| 1938            | 1940                   | Raymond Lefèvre                   | Républicain indépendant | Agriculteur Maire de La Sabotterie, conseiller d'arrondissement Nommé conseiller départemental en 1943          |
|                 |                        |                                   |                         | |
| 1945            | 1957 (décès)           | Raymond Lefèvre                   | PRL puis CNIP           | Agriculteur Député (1951-1955) Maire de La Sabotterie                                                           |
| 1957            | 1973                   | Pierre Misset (1894-1980)         | RI                      | Cultivateur, maire de Suzanne                                                                                   |
| 1973            | 1985                   | André Bégé (1908-1993)            | DVD                     | Maire de Tourteron                                                                                              |
| 1985            | 1998                   | Gilbert Erhard-Bouvry (1927-2002) | UDF-CDS                 | Maire de Guincourt                                                                                              |
| 1998            | 2015                   | Marc Laménie                      | UDF puis UMP            | Chargé d'études Sénateur depuis 2007 Maire de Neuville-Day (2001-2017) Ancien Vice-Président du Conseil Général |

### Conseillers d'arrondissement
| Période     | Période          | Identité                                         | Étiquette   | Qualité |
| ----------- | ---------------- | ------------------------------------------------ | ----------- | --- |
| 1833        | 1852             | Jean-Baptiste Auguste Germain-Habert (1797-1865) |             | Propriétaire vigneron, juge de paix, maire de Neuville-Day                                                   |
| 1852        | 1861             | Antoine Rouyer                                   |             | Maire de Lametz                                                                                              |
| 1861        | 1870             | Pierre François Napoléon Germain (1803-1871)     |             | Notaire à Tourteron                                                                                          |
| 1870        | 1877             | Théodore Alphonse Félix Ghislain Gaillard        |             | Notaire, maire de Tourteron                                                                                  |
| 1877        | 1889 (décès)     | Jean Vaucher (1843-1889)                         |             | Notaire, maire de Tourteron                                                                                  |
| 1889        | 1891 (démission) | Aristide Gobert                                  | Républicain | Cultivateur, maire de Saint-Loup-Terrier                                                                     |
| 1891        | 1895             | Alfred Choquet                                   |             | Capitaine en retraite, maire de Tourteron                                                                    |
| 1895        | 1912 (décès)     | Louis Rivierre                                   |             | Cultivateur, maire de Tourteron                                                                              |
| 1913        | 1928             | Élie Gobert                                      |             | Cultivateur, maire de Saint-Loup-Terrier                                                                     |
| 1928        | 1936             | Albert Gillet (1876-1938)                        | Rad         | Cultivateur, maire de Guincourt Président du Conseil d'arrondissement                                        |
| 13 déc.1936 | 1938             | Raymond Lefèvre                                  | Droite      | Agriculteur, maire de La Sabotterie                                                                          |
| 1938        | 1940             | Paul Tuot (1890-1981)                            | PSF         | Cultivateur, maire de Lametz                                                                                 |
| 1940        |                  |                                                  |             | Les conseils d'arrondissement ont été suspendus par la loi du 12 octobre 1940 et n'ont jamais été réactivés. |

## Composition
Le canton de Tourteron regroupait dix communes et comptait 1 232 habitants (recensement de 1999 sans doubles comptes).
| Nom                   | Code Insee | Intercommunalité             | Population (dernière pop. légale) |
| --------------------- | ---------- | ---------------------------- | --------------------------------- |
| Tourteron (chef-lieu) | 08458      | CC des Crêtes Préardennaises | 178 (2014)                        |
| Écordal               | 08151      | CC des Crêtes Préardennaises | 314 (2014)                        |
| Guincourt             | 08204      | CC des Crêtes Préardennaises | 91 (2014)                         |
| Jonval                | 08238      | CC des Crêtes Préardennaises | 91 (2014)                         |
| Lametz                | 08244      | CC des Crêtes Préardennaises | 75 (2014)                         |
| Marquigny             | 08278      | CC des Crêtes Préardennaises | 98 (2014)                         |
| Neuville-Day          | 08321      | CC des Crêtes Préardennaises | 165 (2014)                        |
| La Sabotterie         | 08374      | CC des Crêtes Préardennaises | 96 (2014)                         |
| Saint-Loup-Terrier    | 08387      | CC des Crêtes Préardennaises | 173 (2014)                        |
| Suzanne               | 08433      | CC des Crêtes Préardennaises | 63 (2014)                         |

## Démographie
| 1962  | 1968  | 1975  | 1982  | 1990  | 1999  | 2006  | 2011  | 2012  |
| ----- | ----- | ----- | ----- | ----- | ----- | ----- | ----- | ----- |
| 1 809 | 1 616 | 1 386 | 1 232 | 1 187 | 1 232 | 1 263 | 1 300 | 1 310 |